# Chica und Heinz Schaller Stiftung
Die Chica und Heinz Schaller Stiftung (Foundation) wurde im Jahr 2000 von Chica Schaller und ihrem Ehemann Heinz Schaller in Heidelberg gegründet. Sie widmet sich der Forschungsförderung im Bereich der Biomedizin, insbesondere auf dem Gebiet der Infektiologie und Neurobiologie.

## Aufgaben und Ziele
Die Stiftung vergibt seit 2005 jährlich den „Chica und Heinz Schaller Forschungspreis“, der mit 100.000 Euro dotiert ist. Davon müssen 90.000 Euro für wissenschaftliche Zwecke ausgegeben werden, 10.000 Euro können privat verbraucht werden. Der Preis ist vor allem für junge Wissenschaftler ausgeschrieben, die in Heidelberg relevante biomedizinische Forschung betreiben. Viele der Preisträger sind inzwischen international anerkannte Wissenschaftler und führen Forschungsgruppen am EMBL, DKFZ ZMBH, ZMNH und an der Universität Heidelberg. In manchen Jahren wird der Preis auch doppelt vergeben. 
Außerdem hat die Stiftung in den Jahren 2011 und 2012 fünf „Schaller Forschungsgruppen“ errichtet, die im Bereich Neurobiologie und Virologie tätig sind. 2017 wurden weitere fünf solche Forschungsgruppen eingerichtet. Die Gruppen werden jeweils für fünf Jahre finanziert, und es besteht eine Verlängerungsmöglichkeit um zwei Jahre. 
Die Stiftung vergibt zusätzlich lang- und kurzfristige Stipendien an Forschungsgruppenleiter, die noch keine Daueranstellung haben. Es werden auch Seminare und Workshops finanziert und organisiert.

## Vorstand und Wissenschaftlicher Beirat
Der Vorstand besteht derzeit aus den Professoren Rohini Kuner, Karoly Nikolich und Ralf Bartenschlager. Im Beirat sind vertreten: Die Professoren Frauke Melchior, Gudrun Rappold, Peter Krammer, Hans-Georg Kräusslich, Michael Nassal, Stefan Offermanns und Rolf Sprengel.